# KWF Kankerbestrijding
KWF Kankerbestrijding, kortweg Koningin Wilhelmina Fonds of KWF, is een Nederlandse stichting die zich inzet voor bestrijding van kanker door middel van wetenschappelijk onderzoek, voorlichting, patiëntenondersteuning en fondsenwerving. Dat gebeurt samen met vrijwilligers, donateurs, patiënten, artsen en onderzoekers. De officiële naam van de stichting is Koningin Wilhelmina Fonds voor de Nederlandse Kankerbestrijding. Sinds november 2003 werkt de stichting onder de naam KWF Kankerbestrijding.

## Organisatie

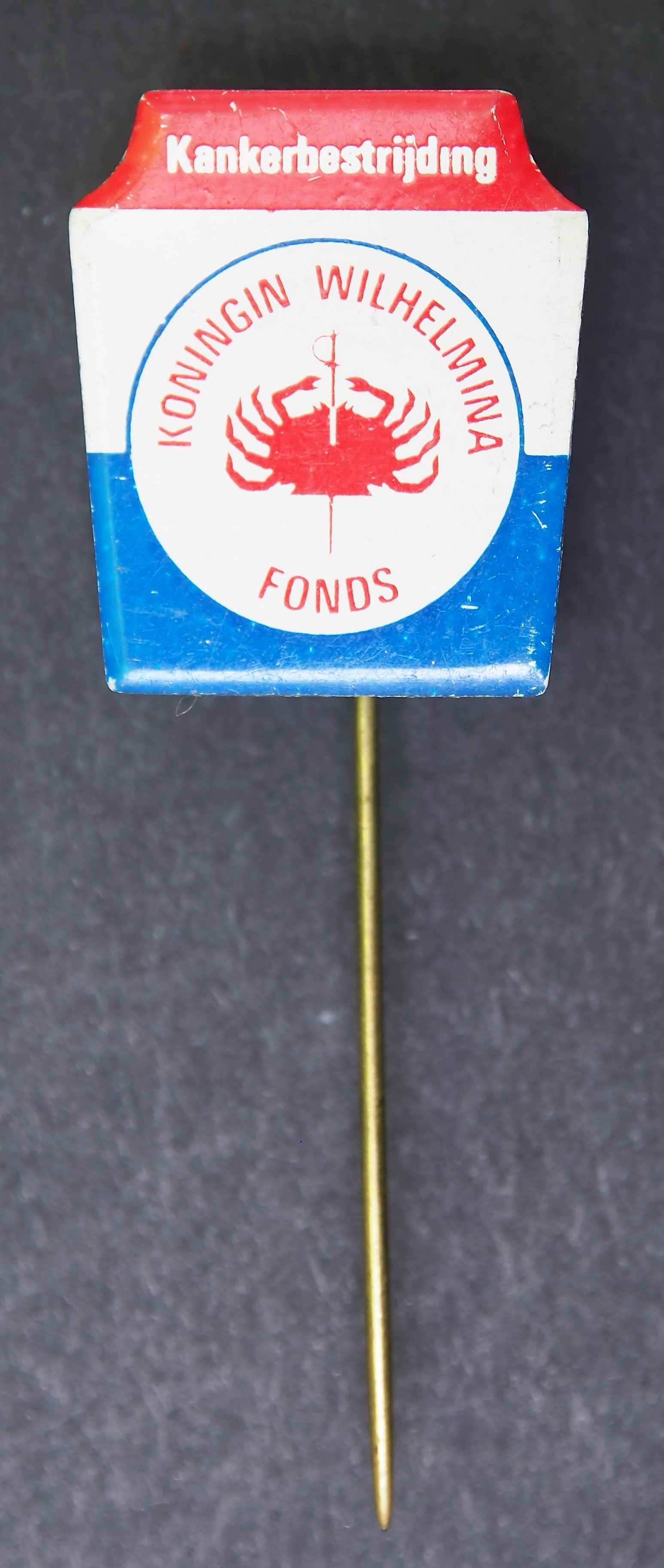
Een reclamespeldje voor het fonds

Koningin Wilhelmina ontving bij haar vijftigjarig jubileum als koningin in 1948 een 'nationaal geschenk'. Zij besloot dit bedrag van ruim twee miljoen gulden (omgerekend naar de waarde van 2011 ruim acht miljoen euro) te bestemmen voor de bestrijding van kanker.
Op 14 maart 1949 werd de Stichting Koningin Wilhelmina Fonds opgericht om dit geld te beheren. In juli 1949 werd de Commissie van Advies ingesteld om het bestuur te adviseren over het verlenen van subsidies. Op 26 mei 1953 werd de Stichting Landelijke Organisatie voor de Kankerbestrijding opgericht. Sindsdien adviseerden beide stichtingen het KWF bij het verlenen van subsidies. Per 1 januari 1968 fuseerde de Stichting Landelijke Organisatie voor de Kankerbestrijding met het KWF.
In maart 1949 richtte een groep Amsterdamse notabelen eveneens de Vereniging tot Steun aan het Koningin Wilhelmina Fonds op om geld in te zamelen zodat de stichting, ook als het nationaal geschenk uitgegeven zou zijn, haar werk zou kunnen voortzetten.
Op 1 juni 2007 zijn de Vereniging en de Stichting gefuseerd tot een organisatie, onder leiding van een stichtingsbestuur.

## Fondsen
KWF Kankerbestrijding ontvangt geen geld van de overheid. De stichting heeft circa 550.000 structurele donateurs, ruim 600.000 mensen die KWF steunen met een gift en tienduizenden mensen die in actie komen voor KWF of meedoen aan de jaarlijkse collecteweek. Tot 2022 gingen vrijwilligers met de collectebus langs de deuren, hierna is KWF als eerste goede doel overgestapt op digitaal collecteren met een QR-bord. Een substantieel deel van de inkomsten verkrijgt de stichting uit nalatenschappen.
De stichting had, verspreid over Nederland, ruim 1600 afdelingen. Vandaag de dag wordt de organisatie centraal aangestuurd vanuit het hoofdkantoor in Amsterdam.

## Jaarlijkse grote evenementen
Verschillende particuliere organisaties organiseren jaarlijks grote acties ten bate van KWF Kankerbestrijding. Enkele bekende acties zijn de Alpe d'HuZes, Ride for the Roses, Vrijthof-Vrijthof Challenge en Fight Cancer en regionale bijeenkomsten onder de titel SamenLoop voor Hoop. In 1949 werd ruim 64.000 gulden opgehaald, in 2008 zamelde men in totaal 99 miljoen euro in en in 2019 ruim 152 miljoen euro. In 2023 werd € 180.295.000 gegeven: een groei van ruim 13% ten opzichte van 2022.

## Besteding
In 2023 ging 85,6% van de donaties naar de missiedoelen van KWF: het voorkomen en eerder opsporen van kanker, het begrijpen van kanker, het bevorderen van betere behandelmethoden en het verbeteren van de kwaliteit van leven voor (ex-)kankerpatiënten en hun naasten. 14,4% was nodig voor kosten van werving, beheer en administratie.

## Wetenschappelijk onderzoek
KWF Kankerbestrijding doet zelf geen onderzoek, maar financiert onderzoek van wetenschappers verbonden aan universiteiten en andere onderzoeksinstellingen. De stichting steunt honderden onderzoeksprojecten.
KWF Kankerbestrijding steunde tot en met 2013 Stivoro en daarna Stoptober.